# Kevin Keegan

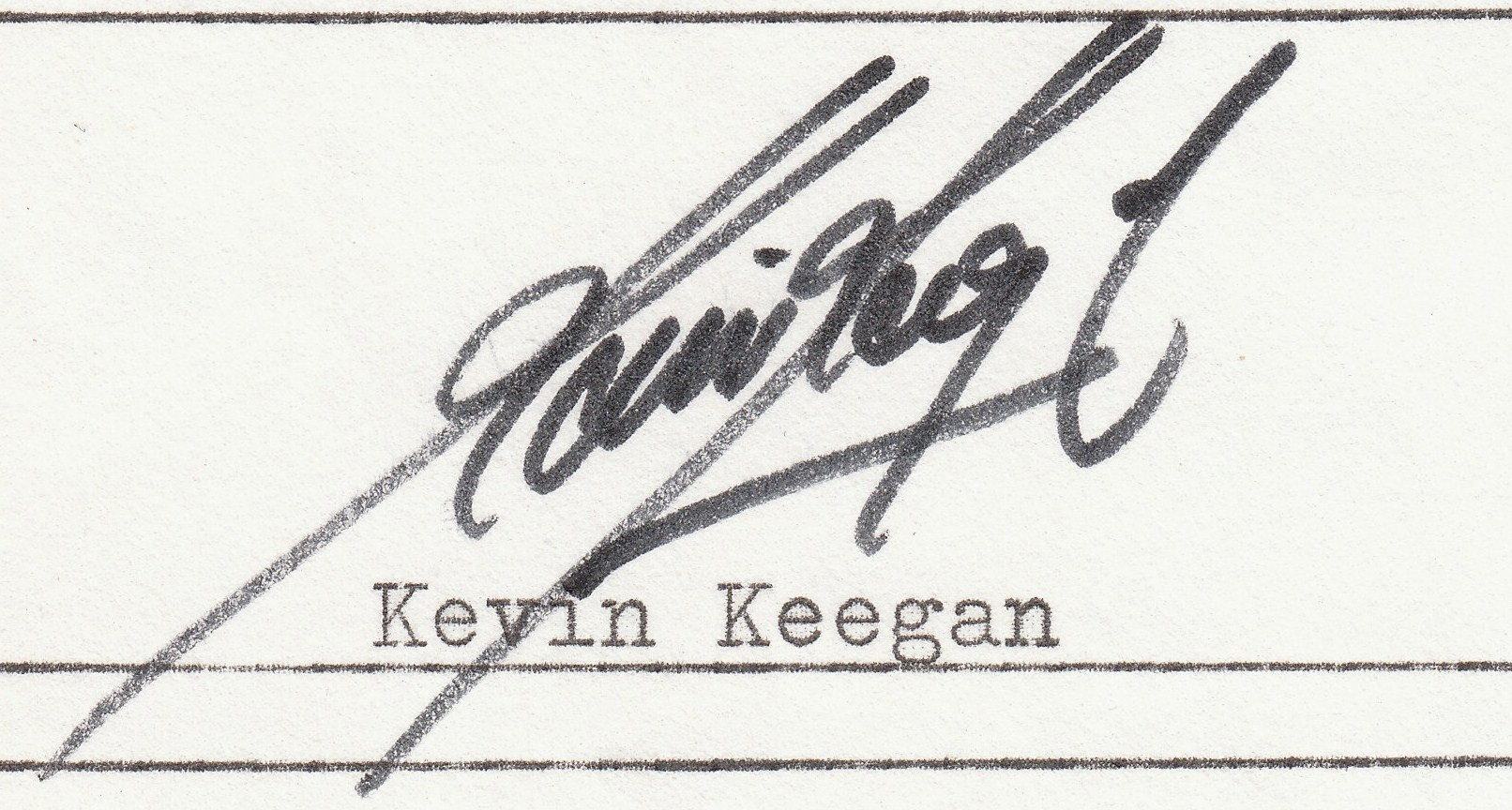
Autogramm von Keegan aus seiner Zeit beim HSV (1978/79)

Joseph Kevin Keegan OBE (* 14. Februar 1951 in Armthorpe, Doncaster) ist ein ehemaliger englischer Fußballspieler und -trainer. Der Stürmer wechselte nach Stationen bei Scunthorpe United und dem FC Liverpool, mit dem er u. a. 1973, 1976 und 1977 englischer Meister, 1973 und 1976 UEFA-Cup-Sieger sowie 1977 Europapokalsieger der Landesmeister wurde, 1977 in die Bundesliga zum Hamburger SV. Während seiner drei Jahre beim HSV wurde Keegan zwei Mal mit dem Ballon d’Or als „Europas Fußballer des Jahres“ ausgezeichnet und wurde 1979 deutscher Meister. 1980 kehrte Keegan nach England zurück und spielte noch vier Jahre für den FC Southampton und für Newcastle United, ehe er seine Karriere bis 1985 ausklingen ließ.

## Sportlicher Werdegang
Keegan war der beliebteste und einer der besten Fußballspieler Englands in den 1970er Jahren. Der kleine Stürmer, der seine Karriere bei Scunthorpe United begann, wurde liebevoll „Mighty Mouse“ genannt und gewann mit dem FC Liverpool 1973 und 1976 den UEFA-Pokal sowie 1977 den Europapokal der Landesmeister.
Zur Saison 1977/78 wechselte Keegan in die Bundesliga zum Hamburger SV. Auch in Deutschland wurde er schnell zu einem populären Sportsmann. Er hatte maßgeblichen Anteil am Aufstieg des HSV zu einem der bestimmenden Klubs in Deutschland Anfang der 1980er Jahre. In seiner ersten Saison 1977/78 belegte man nur den zehnten Platz. In der Saison 1978/79 wurde der HSV Deutscher Meister, wobei Keegan 17 Treffer beisteuerte. Im Januar 1979 erhielt Keegan nach Angeboten aus Spanien die hochdotierte Offerte, in den Sommermonaten bei den Washington Diplomats in den Vereinigten Staaten zu spielen, lehnte aber ab, um sich auf den HSV zu konzentrieren. 1980 erreichte er mit dem HSV das Endspiel um den Europapokal der Landesmeister, das gegen Nottingham Forest mit 0:1 verloren wurde. Zudem wurde der HSV Vize-Meister hinter dem FC Bayern München, nachdem der HSV das entscheidende Spiel mit 1:2 beim damaligen Aufsteiger Bayer 04 Leverkusen verloren hatte.
In der Nationalmannschaft Englands war seine Laufbahn nicht so glücklich. Als Spieler nahm er an der Europameisterschaft 1980 in Italien teil, aber seine Mannschaft schied in der Vorrunde aus. Bei der Weltmeisterschaft 1982 in Spanien fehlte er größtenteils verletzungsbedingt; es kam nur zu einem Kurzeinsatz in der zweiten Finalrunde, als Keegan gegen den Gastgeber eingewechselt wurde. Durch das 0:0 scheiterte England (ungeschlagen) an Deutschland.
Als englischer Nationaltrainer hatte Keegan ebenfalls kein Glück. Bei der Europameisterschaft 2000 bezwang seine Mannschaft zwar Deutschland in der Vorrunde mit 1:0, schied aber nach zwei 2:3-Niederlagen gegen Portugal und Rumänien ebenso wie Deutschland nach der Vorrunde aus. Das erste Spiel der WM-Qualifikation gegen Deutschland in Wembley wurde auch mit 0:1 verloren. Es war sein letztes Spiel als Nationaltrainer und das letzte Spiel im altehrwürdigen Wembley-Stadion vor dessen Abriss für einen Neubau an gleicher Stelle.
Bis zu seinem vorläufigen Rückzug vom Fußball im März 2005 trainierte Keegan die Mannschaft von Manchester City in der englischen Premier League. Nach fast drei Jahren ohne Anstellung übernahm Kevin Keegan im Januar 2008 dann zum zweiten Mal den Trainerposten bei den „Magpies“ von Newcastle United und feierte sein Trainer-Comeback. Am 4. September 2008 trat er als Trainer zurück.

## Keegan als Sänger
Keegans Beliebtheit drückte sich auch darin aus, dass während seiner aktiven Zeit in der Bundesliga der Vorname „Kevin“ erhöhte Beliebtheit bei deutschen Eltern erlangte. Die Mutter von Kevin Kühnert verehrte ihn. Außerdem war Keegan als Popsänger erfolgreich. Der britische Sänger der Gruppe Smokie, Chris Norman, produzierte mit ihm zwei Hits für die deutschen Charts. Die Single Head over Heels in Love (mit Smokie), in Deutschland Platz zehn in der Verkaufshitparade, kletterte 1979 auch in den britischen Charts bis auf Platz 31.

## Erfolge
- Europapokal der Landesmeister: 1977
- UEFA-Pokal: 1973, 1976
- Englische Meisterschaft: 1973, 1976, 1977
- Englischer Pokal: 1974
- Charity Shield: 1974, 1976
- Deutscher Meister: 1979
- Ballon d’Or („Europas Fußballer des Jahres“): 1978, 1979
- Englands Fußballer des Jahres: 1976 (Journalisten-Wahl), 1982 (Spieler-Wahl)
- Onze d’or: 1977, 1979